# Flacourtia turbinata
Flacourtia turbinata är en videväxtart som beskrevs av H.J.Dong och H.Peng. Flacourtia turbinata ingår i släktet Flacourtia och familjen videväxter. Inga underarter finns listade i Catalogue of Life.